# Rhytidoponera greavesi
Rhytidoponera greavesi är en myrart som beskrevs av Clark 1941. Rhytidoponera greavesi ingår i släktet Rhytidoponera och familjen myror. Inga underarter finns listade i Catalogue of Life.